# Dieter Baumann
Dieter Baumann (Blaustein, 9 februari 1965) is een Duits oud-atleet, die gespecialiseerd was op de middellange en lange afstand. Hij is een van de succesvolste Duitse hardlopers ooit. Alleen al op nationaal niveau won hij 40 titels, variërend van de 1500 m tot de 10.000 m en het veldlopen. Zijn specialisatie was de 5000 m. Hij werd olympisch en Europees kampioen op deze discipline. In totaal nam hij driemaal deel aan de Olympische Spelen en won twee medailles.

## Biografie
Zijn eerste succes boekte Baumann in 1987 door bij de West-Duitse indoorkampioenschappen het onderdeel 3000 m te winnen. Een jaar later vertegenwoordigde hij West-Duitsland op de 5000 m bij de Olympische Spelen van Seoel. Met een tijd van 13.15,52 eindigde hij achter de Keniaan John Ngugi (goud; 13.11,70) en voor de Oost-Duitser Hansjörg Junze (brons; 13.15,73).
In 1990 moest Baumann vanwege een blessure het hele seizoen laten lopen. In 1992 was hij echter op zijn sterkst, toen hij voor Duitsland aan de Olympische Spelen van Barcelona deelnam en een gouden medaille op de 5000 m veroverde. In de periode van 1992 tot 1994 bleef hij in de grote finales ongeslagen, ondanks het feit dat hij ook het jaar 1993 vanwege een blessure moest overslaan. Maar op de Europese kampioenschappen in 1994 was hij op de 5000 m in de eindsprint met 13.36,93 opnieuw de allersnelste van een groepje van zes man dat binnen de 13.40 finishte.
Op de Olympische Spelen van 1996 in Atlanta ging het echter een stuk sneller en moest hij in 13.08,81 genoegen nemen met een vierde plaats.
In 2003 zette Baumann een punt achter zijn sportcarrière. Hij is getrouwd met zijn coach, Isabelle Hozang, Oostenrijkse van origine, die zelf in 1981 elfde werd op de 1500 m tijdens de Europese jeugdkampioenschappen. Samen hebben zij een zoon en een dochter.

## Titels
- Olympisch kampioen 5000 m - 1992
- Europees kampioen 5000 m - 1994
- Duits kampioen 1500 m - 1995, 1996, 1998
- Duits kampioen 3000 m - 1992, 1994, 1997, 1998, 2001
- Duits kampioen 5000 m - 1991, 1992, 1994, 1995, 1996, 1997, 1998, 1999, 2003
- Duits kampioen 10.000 m - 1994, 1998, 2003
- Duits kampioen veldlopen (lange afstand) - 1995, 1997, 2002
- Duits indoorkampioen 1500 m - 1992, 1998
- West-Duits kampioen 1500 m - 1987, 1988, 1989
- West-Duits kampioen 5000 m - 1988, 1990
- West-Duits indoorkampioen 3000 m - 1987

## Persoonlijke records
Baan
| Onderdeel   | Prestatie            | Datum            | Plaats       |
| ----------- | -------------------- | ---------------- | ------------ |
| 800 m       | 1.48,90              | 2 juni 1990      | Rehlingen    |
| 1000 m      | 2.20,90              | 26 mei 1989      | Wattenscheid |
| 1500 m      | 3.33,51              | 13 juli 1997     | Stuttgart    |
| 1 Eng. mijl | 3.51,12              | 21 augustus 1992 | Berlijn      |
| 2000 m      | 4.59,88              | 14 juli 1987     | Fürth        |
| 3000 m      | 7.30,50 (NR)         | 8 augustus 1998  | Monaco       |
| 5000 m      | 12.54,70 (ex-AR; NR) | 13 augustus 1997 | Zürich       |
| 10.000 m    | 27.21,53 (NR)        | 5 april 1997     | Barakaldo    |

Weg
| Onderdeel      | Prestatie | Datum           | Plaats    |
| -------------- | --------- | --------------- | --------- |
| 5 km           | 14.25     | 7 juni 2008     | Neuss     |
| 10 km          | 28.46     | 8 juni 2002     | Neuss     |
| halve marathon | 1:07.15   | 4 december 2005 | Tübingen  |
| marathon       | 2:30.00   | 28 oktober 2007 | Frankfurt |

Indoor
| Onderdeel   | Prestatie           | Datum            | Plaats       |
| ----------- | ------------------- | ---------------- | ------------ |
| 1000 m      | 2.18,79             | 26 februari 1989 | Sindelfingen |
| 1500 m      | 3.36,97             | 12 februari 1989 | Stuttgart    |
| 1 Eng. mijl | 3.58,46             | 5 februari 1988  | Sindelfingen |
| 2000 m      | 5.02,49             | 14 februari 1993 | Sindelfingen |
| 3000 m      | 7.37,51 (ex-AR; NR) | 12 februari 1995 | Karlsruhe    |

## Palmares

### 1500 m
- 1987: 7e WK indoor - 3.41,07

### 3000 m
- 1987:  EK indoor - 7.53,93
- 1989:  WK indoor - 7.50,47
- 1995: 10e Grand Prix Finale - 7.41,85
- 1998:  Wereldbeker - 7.56,24
- 1999: 7e Grand Prix Finale - 7.42,04

### 5000 m
Kampioenschappen
- 1988:  OS - 13.15,52
- 1991: 4e WK - 13.28,67
- 1992:  OS - 13.12,52
- 1994:  EK - 13.36,93
- 1995: 9e WK - 13.38,98
- 1996: 4e OS - 13.08,81
- 1997: 5e WK - 13.17,64
- 1998:  Wereldbeker - 13.58,40

Golden League-podiumplek
- 1998:  Golden Gala – 13.04,10

### 10.000 m
- 1998:  EK - 27.56,75
- 2002:  EK - 27.47,87

### veldlopen
- 1992: 52e WK (lange afstand) - 38.29

1912: Hannes Kolehmainen ·
1920: Joseph Guillemot ·
1924: Paavo Nurmi ·
1928: Ville Ritola ·
1932: Lauri Lehtinen ·
1936: Gunnar Höckert ·
1948: Gaston Reiff ·
1952: Emil Zátopek ·
1956: Vladimir Koets ·
1960: Murray Halberg ·
1964: Bob Schul ·
1968: Mohammed Gammoudi ·
1972: Lasse Virén ·
1976: Lasse Virén ·
1980: Miruts Yifter ·
1984: Saïd Aouita ·
1988: John Ngugi ·
1992: Dieter Baumann ·
1996: Vénuste Niyongabo ·
2000: Millon Wolde ·
2004: Hicham El Guerrouj ·
2008: Kenenisa Bekele ·
2012: Mo Farah ·
2016: Mo Farah ·
2020: Joshua Cheptegei ·
2024: Jakob Ingebrigtsen
- Gemeinsame Normdatei: 119275961
- World Athletics: 14191486
- International Standard Name Identifier: 0000 0001 1438 4648
- Library of Congress Control Number: n2001105912
- Virtual International Authority File: 15576510
- WorldCat: E39PBJh8KKrGVGFY3kPX4whfv3